# VC Uralochka-NTMK
O Uralochka-NTMK Yekaterimburgo (em russo:Уралочка-НТМК) é um clube de voleibol feminino russo, fundado no ano de 1966 na cidade de Ecaterimburgo, no Oblast de Sverdlovsk. É considerado um dos maiores clubes da modalidade na Rússia, e também é o que mais conquistou títulos nacionais. A equipe é treinada desde 1969 pelo lendário técnico Nikolay Karpol.
Uralochka é uma forma carinhosa como são chamadas as mulheres que habitam o distrito de Distrito Federal dos Urais. NTMK é o acrônimo de Нижнетагильский металлургический комбинат (ou em tradução literal Combinado Metalúrgico de Nizhny Tagil).

## Títulos
- Campeão da URSS (11): 1978-1982, 1986-1991.
- Vencedor da Copa URSS (3): 1986, 1987, 1989
- Campeão da Rússia (14): 1992-2005.
- Liga dos Campeões da Europa (8): 1981-1983, 1987, 1989, 1990, 1994, 1995.
- Taça das Taças : 1986;
- Top Volley International: 2003.
- Top Volley International : 2003.

## Jogadoras Notáveis
- Evgenia Artamonova
- Ekaterina Gamova
- Lioubov Sokolova
- Irina Smirnova
- Elena Godina
- Valentina Ogiyenko
- Irina Tebenikhina
- Elizaveta Tishchenko
- Marina Nikulina
- Elena Tyurina
- Yelena Vasilevskaya
- Maria Perepelkina
- Marina Sheshenina
- Irina Zaryazhko
- Irina Parkhomchuk
- Yumilka Ruiz
- Yaima Ortíz
- Rosir Calderón
- Nancy Carrillo

## Ligações Externas
- Site Oficial do Clube